# Hieracium flagelliferum
Hieracium flagelliferum es una especie de planta con flor del género Hieracium, de la familia Asteraceae, orden Asterales.

## Distribución
Hieracium flagelliferum se distribuye por Austria, Checoslovaquia, Francia, Alemania, Hungría, Rumania y Suiza.

## Taxonomía
Fue descrita científicamente por Ravaud.
Tratamiento taxonómico
La especie aparece registrada y publicada en Bull. Soc. Dauphin. Échange Pl.